# Kammzahnvampir
Der Kammzahnvampir (Diphylla ecaudata) ist eine Fledermausart und eine der drei Arten der Vampirfledermäuse (Desmodontinae), der einzigen Säugetiergruppe, die sich ausschließlich von Blut ernährt.

## Beschreibung
Kammzahnvampire erreichen eine Kopfrumpflänge von 65 bis 93 Millimetern und ein Gewicht von 25 bis 43 Gramm. Ihr Fell ist rötlichbraun gefärbt, die Unterseite ist heller. Von den beiden anderen Vampirfledermäusen unterscheidet es sich durch das behaarte Uropatagium (die Flughaut zwischen den Beinen), im Gegensatz zum Gemeinen Vampir sind die Ohren rundlich und der Daumen kurz. Diese Fledermäuse haben 26 Zähne, die Zahnformel lautet 2/2-1/1-1/2-2/2 ×2. Wie bei allen Vampirfledermäusen sind die Schneide- und Eckzähne groß und sichelförmig, die Backenzähne hingegen rückgebildet und ohne Kauflächen. Ihren Namen haben sie von den fächerförmigen unteren äußeren Schneidezähnen.

## Verbreitung und Lebensraum
Kammzahnvampire leben auf dem amerikanischen Kontinent, sie sind von den südlichen USA (Texas) bis Peru und Südbrasilien verbreitet. Sie bewohnen verschiedene Habitate, feuchte und trockene Regionen, Wälder und auch offene Grasländer. Als Schlafquartiere dienen ihnen Höhlen, hohle Baumstämme, Minen und verlassene Gebäude.

## Lebensweise
Kammzahnvampire sind nachtaktiv. Sie leben in Gruppen von 12 oder weniger Tieren, oft nur ein bis drei, haben aber ein ausgeprägtes Sozialverhalten. War ein Tier bei seinem nächtlichen Beuteflug erfolglos, bettelt es die anderen Gruppenmitglieder an, die einen Teil des Blutes heraufwürgen und so die Nahrung teilen. Dieses Bettelverhalten wird oft durch Fellpflege ausgedrückt, ein bei Fledermäusen außerhalb der Vampirfledermäuse seltenes Verhalten. Da sie im Schnitt alle zwei Nächte Blut konsumieren müssen und bis zu ein Drittel der Beutezüge erfolglos sind, ist dieses Sozialverhalten lebensnotwendig für die Tiere. Zu diesem Sozialverhalten gehört auch das gegenseitige Erkennen und die Tatsache, dass sie bevorzugt ihre Nahrung mit Tieren teilen, die auch schon einmal mit ihnen geteilt haben, ein Verhalten, das Reziproker Altruismus genannt wird.

## Nahrung
Kammzahnvampire ernähren sich ausschließlich vom Blut anderer Tiere, sie bevorzugen dabei Vögel wie zum Beispiel Haushühner. Sie krabbeln an ihr Opfer heran und beißen sie in eine nicht von Federn bedeckte Stelle wie die Beine oder die Kloake. Ein Enzym im Speichel verhindert die Blutgerinnung. Im nördlichen Brasilien wurden im Kot von Kammzahnvampiren auch Spuren menschlichen Blutes festgestellt. Für den Nachweis dieser Tatsache erhielten drei brasilianische Wissenschaftler 2017 einen Ig-Nobelpreis.

## Fortpflanzung
Nach einer sechs- bis achtmonatigen Tragzeit bringt das Weibchen ein einzelnes Jungtier zur Welt. Dieses wird nach den ersten Lebensmonaten von der Mutter neben Milch auch mit hochgewürgtem Blut ernährt und mit rund neun Monaten geschlechtsreif. Die Lebenserwartung wird in freier Natur auf rund neun Jahre geschätzt.

## Bedrohung
Diese Fledermäuse übertragen durch ihre Bisse Tollwut und andere Krankheiten, sie werden deshalb bei Geflügelfarmern als Plage betrachtet. Sie werden auch in Programme zur Bekämpfung der Tollwut einbezogen, die sich primär gegen die beiden anderen Vampirarten richten. Kammzahnvampire sind die seltenste der drei Arten und kommen innerhalb ihres großen Verbreitungsgebiets nur örtlich vor. Die IUCN listet die Art dennoch seit 2008 als nicht gefährdet, wegen ihrer weiten Verbreitung, ihrer Toleranz gegenüber unterschiedlichen Habitaten, und weil ein starker Rückgang nicht zu erwarten ist. 1996 wurde sie noch als potenziell gefährdet angesehen.

## Systematik
Der Kammzahnvampir bildet zusammen mit dem Gemeinen Vampir (Desmodus rotundus) und dem Weißflügelvampir (Diaemus youngi) die Gruppe der Vampirfledermäuse (Desmodontinae). Diese werden als Unterfamilie der Blattnasen (Phyllostomidae) eingeordnet, einer formenreichen, auf den amerikanischen Kontinent beschränkten Fledermausgruppe. Phylogenetisch bilden sie das Schwestertaxon aller übrigen Blattnasenarten.